# 厚木町 (厚木市)
厚木町（あつぎちょう）は、神奈川県厚木市に存在する町丁である。丁目の設定のない単独町名である。住居表示実施済区域。なお、かつての愛甲郡の町だった厚木町とは異なる。

## 地理
厚木市の町丁である厚木町は、当市内の本厚木駅付近の市街地から東側に位置している。当町丁の東側には相模川が近く、南側には小田急小田原線が接している。周辺の他の町丁や大字では、西は中町、北は東町、南は小田急線を挟んで幸町と、東は相模川上に厚木（大字）と接している。相模川を跨ぐと海老名市であり、同市へは本町から相模大橋（大字の厚木に跨る）で渡っていける。

## 歴史
かつては地内に鎮座する厚木神社に由来する「天王町」と名乗り、現在でも同名のバス停が残る。
- 1955年、相模大橋が開通。

## 世帯数と人口
2021年（令和3年）3月1日現在（厚木市発表）の世帯数と人口は以下の通りである。
| 町丁   | 世帯数 | 人口  |
| ------ | ------ | ----- |
| 厚木町 |        | 713人 |

### 人口の変遷
国勢調査による人口の推移。
| 年                 | 人口 |
| ------------------ | ---- |
| 1995年（平成7年）  | 597  |
| 2000年（平成12年） | 800  |
| 2005年（平成17年） | 771  |
| 2010年（平成22年） | 788  |
| 2015年（平成27年） | 730  |
| 2020年（令和2年）  | 694  |

### 世帯数の変遷
国勢調査による世帯数の推移。
| 年                 | 世帯数 |
| ------------------ | ------ |
| 1995年（平成7年）  | 212    |
| 2000年（平成12年） | 353    |
| 2005年（平成17年） | 366    |
| 2010年（平成22年） | 403    |
| 2015年（平成27年） | 381    |
| 2020年（令和2年）  | 382    |

## 学区
市立小・中学校に通う場合、学区は以下の通りとなる（2022年10月時点）。
- 番・番地等 : 全域
  - 小学校 : 厚木市立厚木小学校
  - 中学校 : 厚木市立厚木中学校

## 事業所
2021年（令和3年）現在の経済センサス調査による事業所数と従業員数は以下の通りである。
| 町丁   | 事業所数 | 従業員数 |
| ------ | -------- | -------- |
| 厚木町 | 37事業所 | 187人    |

### 事業者数の変遷
経済センサスによる事業所数の推移。
| 年                 | 事業者数 |
| ------------------ | -------- |
| 2016年（平成28年） | 50       |
| 2021年（令和3年）  | 37       |

### 従業員数の変遷
経済センサスによる従業員数の推移。
| 年                 | 従業員数 |
| ------------------ | -------- |
| 2016年（平成28年） | 257      |
| 2021年（令和3年）  | 187      |

## 交通
- 道路
  - 神奈川県道40号横浜厚木線
  - 神奈川県道43号藤沢厚木線
  - 神奈川県道51号町田厚木線
  - 神奈川県道601号酒井金田線

これらの県道は北隣の東町との境線上に位置する東町郵便局前交差点で交差し、40号と51号においては同交差点で終点である。601号においては同交差点から南下する形で本町丁内を南北に貫く。43号は同交差点を跨ぎながら本町丁（北寄り）と東町との境沿いを東西に直進しているが、40号と51号については同交差点から東へ43号と共に、相模大橋（かながわの橋100選の1つでもある）で相模川を越えて、海老名市方面へ向かう重複区間となる。ちなみにその区間においてはかつては旧国道246号の経路地だった。
- 路線バス
  - 神奈川中央交通の厚木営業所のバスの一部が、本厚木駅から本町丁内には601号で南下して進む経路地などが主に通っている。

- 鉄道
  - 小田急小田原線の本厚木駅（泉町）へは、本町丁から中町などを少し跨ぎながら西進すると辿りつく。ちなみに本町丁の南側とその南隣の幸町との境沿いに小田急線が高架線として走っている。

## 周辺
- 相模川
- 厚木神社

## その他

### 日本郵便
- 郵便番号 : 243-0011[3]（集配局 : 厚木郵便局[16]）。